# ¿A que jugamos?
¿A que jugamos? es una obra de teatro de Carlos Gorostiza, que data de 1968 y estrenada en España en 1971.

## Argumento
La obra comienza con la reunión de un grupo de amigos. Durante el transcurso de la velada se presenta la posibilidad de pasar el rato jugando a un juego. Dicho juego consiste en imaginarse que el fin del mundo llegará pronto, por lo que cada uno de los partícipes deberá contar a los demás cómo pasarían estos últimos momentos. Pero lo que en un principio pasaba por un simple divertimento, pronto cambiará, debido a los secretos que se esconden tras las confesiones.

## Estreno en España
- Teatro Maravillas, Madrid, 27 de marzo de 1971.
  - Dirección: Victor Andrés Catena.
  - Escenografía: José Ramón Aguirre.
  - Intérpretes: Carlos Larrañaga, María Luisa Merlo, Miguel Palenzuela, José María Guillén, Conchita Goyanes.